# Anita Olęcka
Anita Olęcka, z d. Wojtczak (ur. 23 lutego 1967 w Kutnie) – polska koszykarka, mistrzyni i reprezentantka Polski.
Karierę sportową rozpoczęła w MKS Kutno. W sezonie 1983/1984 debiutowała w ekstraklasie w zespole ŁKS Łódź. Z łódzką drużyną zdobyła mistrzostwo Polski w 1986 i brązowy medal mistrzostw w 1985. Od 1986 była zawodniczką Spójni Gdańsk, a następnie kontynuującego tradycje tego klubu zespołu grającego pod nazwami Bałtyk Gdynia, Spójnia Gdynia, Warta Gdynia, Fota-Dajan i Fota-Porta Gdynia. Ze Spójnią Gdańsk sięgnęła po brązowy medal mistrzostw Polski w 1986 i wicemistrzostwo Polski w 1989, a z Wartą Gdynia po brązowy medal mistrzostw Polski w 1995. Po sezonie 1994/1995 zakończyła karierę, ale w sezonie 1996/1997 wystąpiła jeszcze 7 razy w barwach drugoligowego Startu Gdańsk.
W reprezentacji Polski wystąpiła na mistrzostwach Europy w 1993 (5. miejsce) i mistrzostwach świata w 1994 (13. miejsce).

## Osiągnięcia
Drużynowe
- Mistrzyni Polski (1986)
- Wicemistrzyni Polski (1989)
- Brązowa medalistka mistrzostw Polski (1985, 1986, 1995)